# 中村青司
中村 青司（なかむら せいじ、1939年5月5日 - 1985年9月20日）は、綾辻行人の推理小説作品『館シリーズ』に登場する架空の人物。建築家。

## 建築家として
著名かつ優れた建築家として知られる一方できわめて異端な存在であり、中村青司の手掛けた館には、必ず「なんらかの隠し部屋・隠し通路・隠しギミック」などが設置されている。それが要因となって、シリーズを通して数々の連続殺人事件が起こっている。
館シリーズでは一貫して、「中村青司の手掛けた館には、必ずなんらかの仕掛けがある」という設定を前提としてストーリーが進行するが、『ノックスの十戒』における「秘密の抜け穴が2つ以上あってはならない」には当たらず、推理をしていく上でアンフェアとされる事はない。

## 経歴
- 1939年 - 5月5日、大分県宇佐郡（現在の宇佐市）に、父・保治と母・暁子の長男として生まれる。
- 1942年 - 7月、弟・紅次郎が生まれる。
- 1947年 - 11月、母・暁子が火事で死亡。
- 1957年 - 5月、花房和枝と婚約。
- 1958年 - 4月、上京。T**大学工学部に入学、建築学を専攻する。
- 1960年 - 神代舜之助助教授に師事する。
- 1962年 - 1月、父・保治が急逝。3月、大学卒業。大学院進学を断念し、帰郷。
- 1964年 - 6月、和枝と結婚。角島へ移り住む。
- 1965年 - 11月、長女・千織が生まれる。
- 1985年 - 1月、千織、死亡。

9月17日から18日頃、妻・和枝、死亡。同月20日、青司、死亡。享年46。（「十角館の殺人」参照）

## 建築に携わったもの
- 1958年 - 浦登征順の要請で「暗黒館」の補修・再建に協力。
- 1963年 - 角島に自宅「青屋敷」及び「十角館」を建設。
- 1964年 - 古屋敷龍平の依頼で「びっくり館」を設計。
- 1967年 - 影山透一の依頼で「奇面館」を設計。
- 1970年 - 天羽辰也の依頼で「黒猫館」を設計。
- 1973年 - 古峨倫典の依頼で「時計館【旧館】」を設計。
- 1974年 - 藤沼紀一の依頼で「水車館」を設計。
- 1975年 - 宮垣葉太郎の依頼で「迷路館」を設計。
- 1979年 - 古峨倫典の依頼で「時計館【新館】」を設計。

## 家族
- 父・保治
- 母・暁子
- 弟・紅次郎
- 妻・和枝
- 娘・千織

弟の紅次郎からは「変わり者」だと言われており、「妻の和枝への執着は尋常ではない」「若くして島に引きこもったのは、妻を自分だけの傍に置きたかったからだ」と語られている。
娘の千織が生まれて以降は、弟の紅次郎との関係が悪くなり、弟が島に訪れることもなくなったという。その娘についても、あまり可愛がってはいなかった。この事から「妻と弟が不倫をしていたと考えた青司が、嫉妬から事件を起こしたのではないか？」と、島田に推理されているが真相は不明である。